# Aloeides oreas
Oreas Copper (Aloeides oreas) là một bướm ngày thuộc họ Lycaenidae. Loài này có ở Nam Phi, nơi nó được tìm thấy ở East Cape tới KwaZulu-Natal Drakensberg, Orange Free State và các đỉnh ở Mpumalanga gần Wakkerstroom.
Sải cánh từ 21–24 mm đối với con đực và 22–26 mm đối với con cái. Cá thể trưởng thành mọc cánh từ tháng 9 tới tháng 12, đỉnh điểm vào tháng 10 và từ tháng 1 tới tháng 4, đỉnh điểm vào tháng 1. Mỗi năm loài này có hai thế hệ.